# Lago Berryessa
Il lago Berryessa (in inglese Lake Berryessa) è un bacino artificiale degli Stati Uniti.
Si trova nella contea di Napa, in California, ed è delimitato dalla diga di Monticello, tributaria dell'impianto idroelettico costruito nel 1957 per servire l'area settentrionale della baia di San Francisco.
Berryessa ha preso il posto di una valle in cui sorgeva un paese, Monticello.
Sfollato nel 1956, il paese fu sommerso dalle acque nel 1957.
In prossimità di una riva, edificato su un solido sperone di roccia, si trova uno sfioratore di 22 metri di diametro la cui funzione è quella di trasferire a valle l'acqua in eccesso sopra il livello di 15 metri.
Nel punto più stretto il canale dello sfioratore è largo circa 8 metri.
Presso il lago, il 27 settembre 1969, il famigerato Killer dello Zodiaco aggredì una coppia di ragazzi, uccidendo la ragazza, mentre il ragazzo riuscì a sopravvivere.